# Víctor Núñez Rodríguez
Víctor Amauri Núñez Rodríguez, conocido como Victor "El Mambo" Nuñez(n. Santo Domingo, República Dominicana, 15 de abril de 1980), es un exfutbolista profesional dominicano nacionalizado costarricense que jugó como delantero.
Obtuvo su naturalización costarricense el 31 de enero de 2003.
Junto con Luis "Neco" Fernández, son los únicos jugadores que han jugado en Costa Rica y anotado con los 4 equipos más tradicionales del fútbol tico (Saprissa, Alajuelense, Herediano y Cartaginés). Actualmente es el máximo goleador histórico de la Primera División de Costa Rica, con un total de 246 anotaciones.

## Trayectoria
Inició su carrera con el equipo Deportivo Saprissa, haciendo su debut oficial en la Primera División de Costa Rica el 16 de diciembre de 1999 en un encuentro ante el Municipal Goicoechea. En su primera etapa con el Deportivo Saprissa no logra ninguna anotación, por lo que sería cedido a préstamo a la Asociación Deportiva Limonense en el año 2000, teniendo una destacada participación con 20 goles en 31 encuentros (su primera anotación en Primera División de Costa Rica la lograría con el conjunto limonense el 12 de octubre del 2000 en un encuentro ante la Liga Deportiva Alajuelense).
Posteriormente se vincularía a la Asociación Deportiva Santa Bárbara en el 2001 en calidad de préstamo, donde continuaría su buena racha goleadora, alcanzando 17 dianas en 18 partidos. Regresaría al Deportivo Saprissa en la temporada de 2002, donde en esta ocasión tendría más participación y lograría la cifra de 9 goles. 
En el 2003 pasa a formar parte del conjunto de la Liga Deportiva Alajuelense, equipo con el cual obtendría la Copa de Campeones de la Concacaf 2004. En este primer paso con el equipo alajuelense logra anotar 10 goles. Nuevamente sería cedido a préstamo, en esta ocasión al Club Sport Cartaginés, equipo con el que se mantuvo entre las temporadas del 2004 – 2006, donde alcanzó a ser el mejor goleador del Torneo de Apertura de 2005 con 10 anotaciones (en su paso con los brumosos logra un total de 29 anotaciones en 53 partidos). 
Regresa a la Liga Deportiva Alajuelense en el 2006, club con el lograría el título de máximo goleador del Invierno 2007. En su segundo paso con los manudos, logra la cifra de 28 goles. En el 2008 se vincula con el equipo de Liberia, club con el que seguiría logrando triunfos al ser nuevamente el máximo goleador de la Primera División en los de torneos de Invierno 2008 e Invierno 2009. Posteriormente lograría campeón del torneo de Verano 2009. 
Llega al Club Sport Herediano en el año 2010. Con los florenses alcanza los títulos de campeón del Verano 2012 y del Verano 2013, donde además también ha obtenido los subcampeonatos del Invierno 2010, Invierno 2011, Invierno 2012 e Invierno 2013. En el Verano 2013 se proclamó campeón goleador del torneo con 12 anotaciones, siendo a su vez, la cuarta ocasión en la que obtiene este distinción en su carrera deportiva. El 17 de noviembre de 2013 obtiene la marca de mejor goleador histórico de la Primera División de Costa Rica al anotar un doblete ante Limón Fútbol Club, con lo cual se adjudica el récord al alcanzar 198 goles, superando al exjugador de Liga Deportiva Alajuelense Errol Daniels quien ostentaba esta marca desde 1970 con 196 anotaciones. 
El 20 de noviembre de 2013, marca un hito a nivel nacional al llegar, nuevamente con doblete, a la marca de los 200 goles en la Primera División de Costa Rica. El día 5 de enero de 2015 se anuncia su fichaje por el Real Club Deportivo España de la Liga Nacional de Honduras.
A niveles de selecciones nacionales ha tenido un total de 28 apariciones, logrando anotar en seis ocasiones. Participó en las Eliminatorias Copa Mundial de Fútbol de 2010 (Concacaf), en la Copa Centroamericana 2011, así como del equipo que disputó la Copa Mundial de Fútbol de 2006, sin embargo, no tuvo participación en dicha copa.

### Goles internacionales
| Gol | Fecha                    | Sede                                               | Oponente    | Marcador | Resultado | Competencia        |
| --- | ------------------------ | -------------------------------------------------- | ----------- | -------- | --------- | ------------------ |
| 1.  | 12 de septiembre de 2007 | BMO Field, Toronto, Canadá                         | Canadá      | 1 - 0    | 1 – 1     | Amistoso           |
| 2.  | 13 de octubre de 2007    | Estadio Cuscatlán, San Salvador, El Salvador       | El Salvador | 1 - 0    | 2 – 2     | Amistoso           |
| 3.  | 21 de noviembre de 2007  | Estadio Nacional Rod Carew, Panamá, Panamá         | Panamá      | 1 - 1    | 1 – 1     | Amistoso           |
| 4.  | 14 de junio de 2008      | Estadio Nacional de Granada, St. George's, Granada | Granada     | 2 – 2    | 2 – 2     | Eliminatorias 2010 |
| 5.  | 15 de octubre de 2008    | Estadio Ricardo Saprissa, Tibás, Costa Rica        | Haití       | 2 – 0    | 2 – 0     | Eliminatorias 2010 |
| 6.  | 14 de enero de 2011      | Estadio Rommel Fernández, Panamá, Panamá           | Honduras    | 1 - 0    | 1 – 1     | Uncaf 2011         |

### Participaciones en Copas del Mundo
| Mundial           | Sede     | Resultado      |
| ----------------- | -------- | -------------- |
| Copa Mundial 2006 | Alemania | Fase de grupos |

## Clubes

### Como jugador
| Club                          | País                 | Año         |
| ----------------------------- | -------------------- | ----------- |
| Deportivo Saprissa            | Costa Rica           | 1999        |
| Limón Fútbol Club             | Costa Rica           | 2000 - 2001 |
| Deportivo Saprissa            | Costa Rica           | 2001        |
| AD Santa Bárbara (Préstamo)   | Costa Rica           | 2002        |
| Deportivo Saprissa            | Costa Rica           | 2002-2003   |
| Liga Deportiva Alajuelense    | Costa Rica           | 2003 - 2004 |
| Club Sport Cartaginés         | Costa Rica           | 2004-2006   |
| Liga Deportiva Alajuelense    | Costa Rica           | 2006-2008   |
| Municipal Liberia             | Costa Rica           | 2008-2009   |
| Shandong Luneng Taishan       | China                | 2010        |
| Club Sport Herediano          | Costa Rica           | 2010-2014   |
| Real España (Préstamo)        | Honduras             | 2015        |
| Santos de Guápiles (Préstamo) | Costa Rica           | 2015        |
| Club Sport Herediano          | Costa Rica           | 2016 - 2017 |
| Santos de Guápiles            | Costa Rica           | 2018        |
| Cibao FC                      | República Dominicana | 2018        |
| Club Sport Herediano          | Costa Rica           | 2019        |

### Como técnico
| Club                 | País       | Año  |
| -------------------- | ---------- | ---- |
| Club Sport Herediano | Costa Rica | 2020 |

## Palmarés

### Como jugador

#### Títulos nacionales
| Título                         | Club              | País                 | Año  |
| ------------------------------ | ----------------- | -------------------- | ---- |
| Primera División de Costa Rica | Municipal Liberia | Costa Rica           | 2009 |
| Primera División de Costa Rica | C. S. Herediano   | Costa Rica           | 2012 |
| Primera División de Costa Rica | C. S. Herediano   | Costa Rica           | 2013 |
| Primera División de Costa Rica | C. S. Herediano   | Costa Rica           | 2016 |
| Primera División de Costa Rica | C. S. Herediano   | Costa Rica           | 2017 |
| Liga Dominicana                | Cibao FC          | República Dominicana | 2018 |

#### Títulos internacionales
| Título                           | Club              | Sede     | Año  |
| -------------------------------- | ----------------- | -------- | ---- |
| Copa de Campeones de la Concacaf | L. D. Alajuelense | Alajuela | 2004 |

### Como técnico

#### Títulos nacionales
| Título                  | Club            | País       | Año  |
| ----------------------- | --------------- | ---------- | ---- |
| Supercopa de Costa Rica | C. S. Herediano | Costa Rica | 2020 |

### Distinciones individuales
| Distinción                                                      | Año  |
| --------------------------------------------------------------- | ---- |
| Máximo goleador de la Copa Interclubes de la Uncaf (4 goles)    | 2003 |
| Máximo goleador de la Primera División de Costa Rica (11 goles) | 2007 |
| Máximo goleador de la Primera División de Costa Rica (12 goles) | 2008 |
| Máximo goleador de la Primera División de Costa Rica (10 goles) | 2009 |
| Máximo goleador de la Primera División de Costa Rica (13 goles) | 2013 |